# 刘若庄
刘若庄（1925年5月25日—2020年10月8日），男，北京人，中国物理化学家，北京师范大学化学学院教授，中国科学院院士。

## 生平
1947年毕业于北京辅仁大学化学系，获理学学士学位。1950年北京大学物理化学专业研究生毕业。1999年当选为中国科学院院士。